# Епітеліально-мезенхімальний перехід

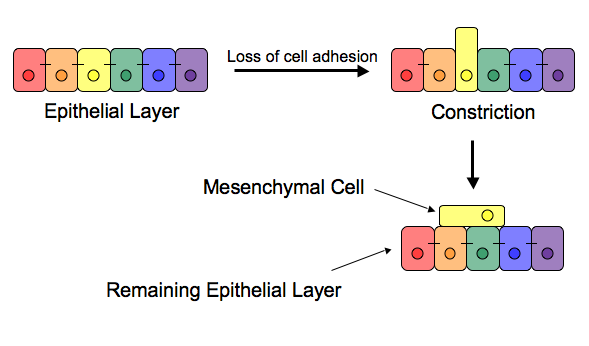
Епітеліально-мезенхімальний перехід

Епітеліально-мезенхімальний перехід (ЕМП) — процес, внаслідок якого епітеліальні клітини набувають мезенхімального фенотипу. Можна виділити три типи ЕМТ: перший тип відбувається під час ембріогенезу і забезпечує утворення мезодерми, ендодерми та проходить у клітинах нервового гребеня, другий тип ЕМТ забезпечує регенерацію, також він асоційований з хронічним запаленням і може призводити до фіброзу, а третій тип ЕМП забезпечує інвазію та метастазування злоякісних пухлин. ЕМП супроводжується заміною апікально-базальної поляризації на передньо-задню, втратою епітеліальних міжклітинних контактів, зв'язків з базальною мембраною та руйнуванням останньої, реорганізацією цитоскелету і зміною форми клітин (клітини стають веретеноподібними), при цьому епітеліальні маркери (цитокератини, оклюдин, Е-кадгерин) замінюються на мезенхімальні (N-кадгерин, віментин), посилюються здатність до міграції і резистентність до апоптозу.
Мезенхімально-епітеліальний перехід — це оборотний процес, за рахунок якого клітини можуть повертатися до епітеліального фенотипу, завдяки чому можуть уворюватися вторинні карциноми.

## Регуляція

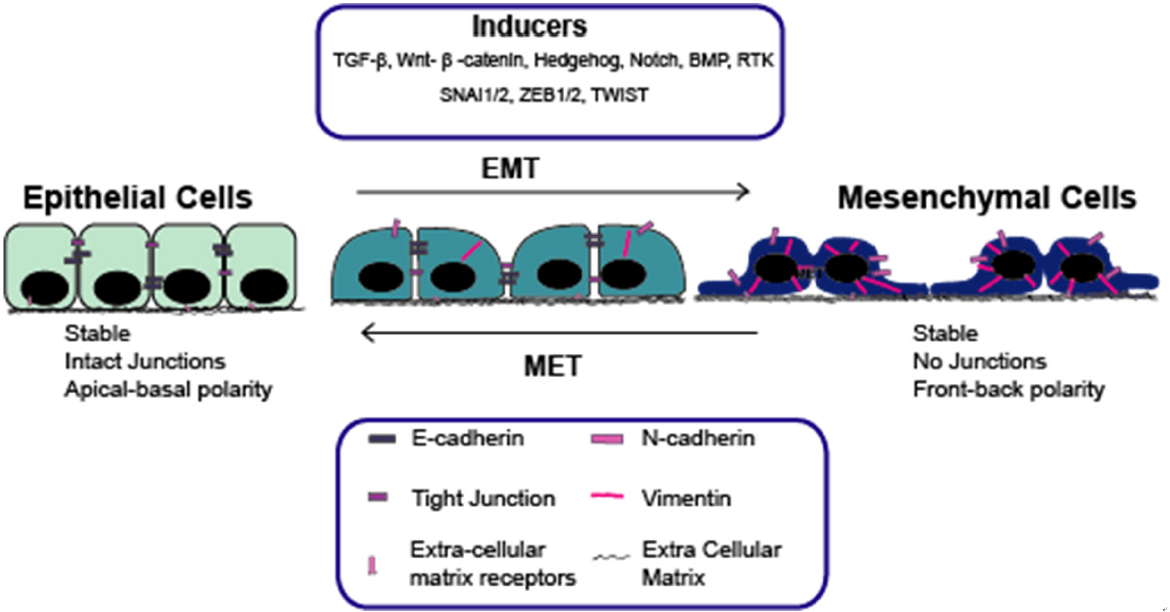
Регуляція епітеліально-мезенхімального переходу

Регуляція ЕМТ відбувається на різних рівнях за допомогою факторів транскрипції, сигнальних систем клітини, епігенетичних та пострансляційних модифікацій. Центральною подією ЕМП є втрата Е-кадгерину. До транскрипційних факторів, що індукують ЕМП належать Twist, Snail1, Slug (Snail2), ZEB1, ZEB2. Сигналами, що запускають ЕМП можуть виступати деякі цитокіни (TGF-β, HGF, FGF EGF, PDGF), Wnt-сигнальний шлях, гіпоксія тощо. Роль у перебігу ЕМТ відіграють також мікроРНК, наприклад, miR-200 родина, що репресує трансляцію ZEB1 та ZEB2, ферменти, що відповідають за метаболізм клітини, наприклад, посилення гліколізу сприяє ЕМП, також показано, що ракові клітини можуть надавати перевагу саме гліколізу навіть при наявності достатньої кількості кисню (аеробний гліколіз). Також ЕМП у ракових клітинах також часто супроводжується посиленням ліпогенезу, а ферменти, залучені до нього і ліпіди, що утворюються, теж сприяють ЕМП. Крім того, ЕМП пов'язаний з метаболізмом амінокислот, зокрема глутаміну, оскільки глутамінази збільшують експресію Snai1.

## ЕМП у канцерогенезі

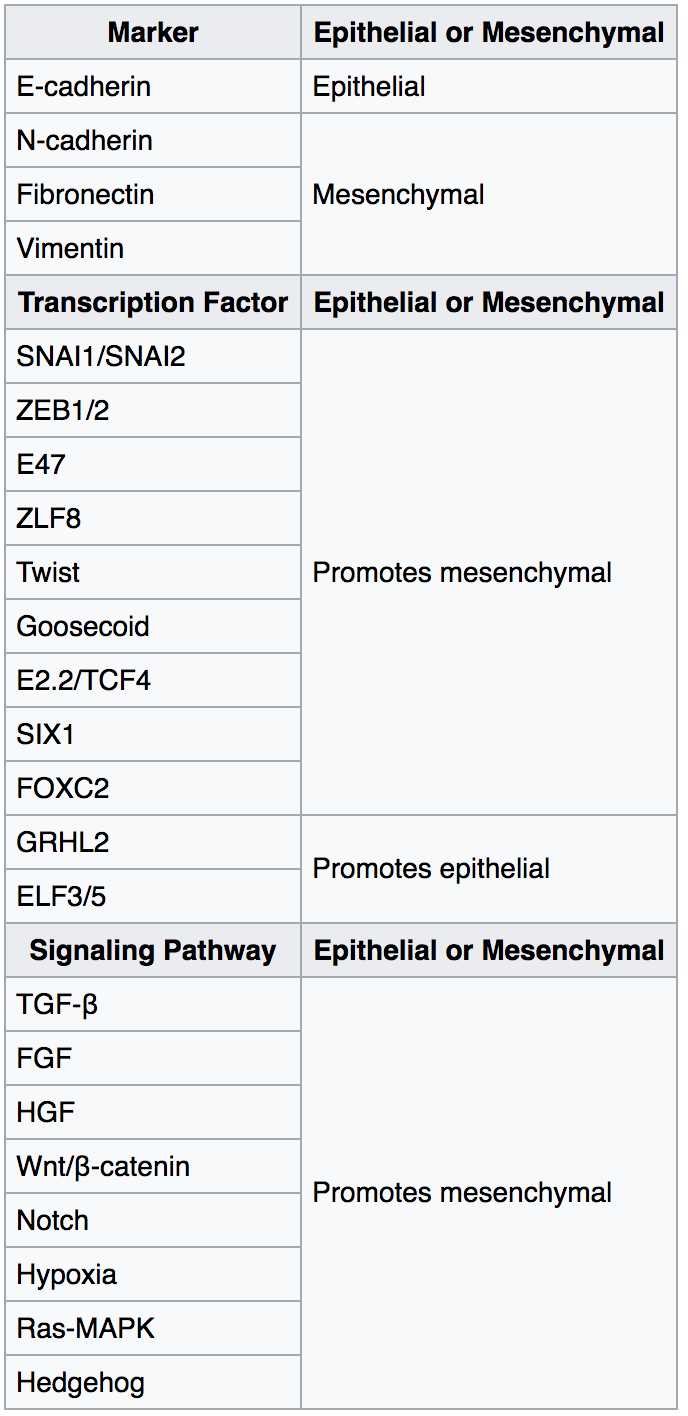
Регуляція епітеліально-мезенхімального переходу

Клітини карцином часто експресують як епітеліальні, так і мезенхімальні маркери одночасно, тобто мають гібридний фенотип. Саме гібридний фенотип найчастіше зустрічається у циркулюючих пухлинних клітинах. Також показано, що епітеліо-мезенхімальний перехід може індукувати утворення ракових стовбурових клітин, наприклад при базальному раку грудей ракові клітини можуть переходити у стовбуровий стан і навпаки, регулюючи промотор ZEB1, але ключовим індуктором переходу в стовбуровий стан є Slug. Саме клітини з гібридним фенотипом стають мають більшу здатність переходити в стовбуровий стан.
ЕМП та утворення ракових стовбурових клітин у пухлинах часто пов'язане з TGFβ, також в утворенні ракових стовбурових клітин відіграють роль Notch та Wnt сигнальні шляхи.
При епітеліо-мезенхімальному переході спочатку дисоціюються контакти, при цьому знижується експресія клаудину та оклюдину, що відповідають за щільні контакти, деградує Е-кадгерин, а бета-катенін при цьому може бути фактором транскрипції (Wnt шлях) або деградувати, розбираються десмосоми і знижується експресія конексинів, між клітинами епітелію, зникає апікально-базальна полярність за рахунок порушень у комплексах Crumbs та PAR, що характерні для апікальної частини і у комплексах Scribble, що маркують базальну частину. Руйнування контактів веде до втрати полярності. Експресія білків комплексів полярності знижується при ЕМП.  Далі за участі Rho ГТФаз починає реорганізуватися кортикальний актиновий цитоскелет, завдяки чому здатність клітини до міграції та інвазивність посилюються, утворюються ламеліподії, філоподії та інвадоподії, що відіграють роль у деградації позаклітинного матриксу. Крім того, ракова клітина починає продукувати матриксні металопротеїнази, деградуючи позаклітинний матрикс і посилюючи інвазивність. Утворюються актинові стресові волокна і підвищується скоротливість клітин. Крім того, Rho ГТФази взаємодіють з білками, які визначають полярність епітеліальних клітин, білкові комплекси полярності рухаються до переднього краю клітини, де відіграють роль в утворенні випинань, а Rho А знаходиться на задньому кінці і допомагає клітині «підтягуватися». Ініціює утворення передньо-задньої полярності PI3K.
Коли відбувається ЕМП, у клітинах знижується експресія генів, які характерні для епітеліоцитів, зокрема генів, що кодують білки клітинних контактів (Е-кадгерин, десмоплакін, плакофілін, оклюдин та клаудин). При цьому зростає експресія  N-кадгерину, таким чином клітина стає здатною утворювати адгезивні контакти з мезенхімальними клітинами, які менш міцні і дозволяють клітині мігрувати. Здатність до мігації підвищується також за рахунок активації експресії NCAM. Репресія цитокератину і активація транскрипції віментину впливають на розподіл органел на білків асоційованих з мембранами в клітині, підвищуючи здатність клітини до міграції, імовірно, за рахунок здатності віментину взаємодіяти з моторними білками. Зміни в позаклітинному матриксі призводять до змін у експресії інтегринів: зниження експресії епітеліальних і підвищення експресії мезенхімальних, що сприяють переходу. Одночасно з цим збільшується кількість матриксних металопротеаз, що локалізуються на інвадоподіях. При руйнуванні матриксу також можуть звільнятися різноманітні фактори росту, наприклад, TGFβ, що теж можуть впливати на клітину.
Експресія транскрипційних факторів Twist, Snail і ZEB посилюється на ранніх етапах ЕМП. Вони посилюють експресію один одного і координують репресію епітеліальних генів і активацію мезенхімальних генів.